# Райт, Филемон
Филемон Райт (англ. Philemon Wright; 3 сентября 1760, Уоберн, Массачусетс — 3 июня 1839, Онсло, Нижняя Канада, ныне Квебек) — фермер и предприниматель, основавший Райтстаун, (англ. Wrightstown) — первое постоянное поселение на территории будущего Национального столичного региона Канады. Позднее Райтстаун получил название Халл, а в 2002 году вошёл в состав города Гатино.

## Биография
Родился в семье состоятельных фермеров в Вуберне, Массачусетс, потомкам первых европейских поселенцев города. В юности два года прослужил в армии повстанцев, воевавших против британцев за независимость США.
Позднее, ввиду быстрого роста населения Массачусетса, Райт в 1796 году решил переселиться в долину реки Оттава, где в то время почти не было европейских поселенцев, провёл там два года, вернулся в Массачусетс в 1798 году, а в 1799 году вновь съездил в долину Оттавы и вернулся в Массачусетс. В конце концов он выбрал для будущего поселения место близ Шодьерских водопадов на северном берегу Оттавы, невдалеке от впадения в Оттаву реки Гатино, где почва показалась ему подходящей для фермерства.
Будучи прирождённым лидером, Райт убедил группу жителей Массачусетса переселиться вместе с ним. На новое место с ним зимой 1800 года поехали 5 семей и 25 лесорубов. При помощи проводника из местных индейцев, сопровождавшего группу от Карийона до Шодьерских водопадов, группа добралась до западного берега реки Гатино у места впадения в Оттаву и занялась расчисткой земли. Сначала их цель состояла в том, чтобы расчистить землю для домов и ведения фермерского хозяйства. Уже в следующем, 1801 году, Райт начал строить деревню у подножия Шодьерских водопадов.
Процесс оказался долгим и трудным, и к 1806 году Райт потратил почти все свои сбережения. Пытаясь заработать деньги, а также не оставлять своих работников без дела, он занялся рубкой леса. Затем он предпринял то, что в те годы казалось невозможным: он построил плот из брёвен и отправил его по воде в город Квебек, чтобы там продать древесину на экспорт в Великобританию. Первый плот получил название «Colombo». Хотя сплав плота занял 2 месяца и был связан с множеством препятствий, он в конце концов прибыл в Квебек, где Райт продал 700 брёвен и 6000 бочарных досок. Так началась торговля деревом на реке Оттава.
В Райтстауне Райт довольно быстро построил несколько предприятий, магазинов и мельниц, чтобы небольшое поселение не зависело от завоза товаров, в основном дорогих и зарубежных, из Монреаля. Он построил лесопилку, завод для переработки волокна конопли, мельницу и литейный завод в каменном здании, достаточно просторном, чтобы вмещать 4 доменных печи и 4 гидравлических меха. Также Райт построил обувную мастерскую, портняжную мастерскую, пекарню и дубильню, организовал школу и содействовал постройке пивоварни и винокуренного завода.
Райт основал несколько компаний: среди них были известняковая каменоломня, шахта, компания по экспорту древесины, которая принесла немало денег во время Наполеоновских войн, когда Британия была отрезана от традиционных источников древесины в Балтике.
Райт также сыграл свою роль в сооружении канала Ридо: он был одним из первых, кто выдвинул идею о его сооружении, а когда строительство канала началось, он заключил множество контрактов на поставки материалов и подрядов на предоставление рабочей силы.
Райт был избран в Законодательную ассамблею Нижней Канады, где представлял округ Оттава, в 1830 году. Он голосовал против 92 резолюций, в которых депутаты Законодательной ассамблеи требовали сделать британское колониальное правительство Нижней Канады подотчётным ассамблее, в которой преобладали франкоканадцы.
Несколько раз Райт и его поселение оказывались на грани банкротства в результате пожаров. Самый мощный из них в 1808 году практически стёр с лица земли поселение, однако вскоре оно было вновь отстроено.
Несмотря на то, что богатство ему принесла торговля лесом, Райт до конца жизни сохранял привязанность к фермерскому хозяйству. К 1823 году семейство Райтов создало несколько ферм, приносящих прибыль.
Райт умер 3 июня 1839 года в тауншипе Онсло и был похоронен в Халле на англиканском кладбище Святого Якова. Один из его детей, Раглс Райт, позднее ввёл в массовый обиход лесоспуск. В 1840-е гг. возникновение множества конкурирующих предприятий в Оттаве привело к упадку бизнеса семейства Райтов, а неудачный мятеж, организованный Раглсом Райтом, был подавлен.
Потомки Райта породнились с такими видными предпринимателями Оттавы и Халла, как Николас Спаркс и Эндрю Лими.
В честь Райта названа Старшая школа Филемона Райта в Гатино.